# 2MASS J17210390+3344160
2MASS J17210390+3344160 ist ein etwa 70 Lichtjahre entfernter L3-Zwerg im Sternbild Herkules. Seine Eigenbewegung beträgt 1,95 arcsec/a. Er wurde 2003 von Kelle L. Cruz et al. entdeckt.